# JetPunk
JetPunk ist eine Online-Trivia- und Quiz-Website. Der Dienst bietet eine Vielzahl von Quizfragen zu unterschiedlichen Themen wie Geographie, Geschichte, Naturwissenschaften, Literatur und Musik. Diese werden zu einem großen Teil von Nutzern der Seite erstellt, auf der Startseite angezeigt und damit einem breiten Publikum präsentiert werden allerdings nur zuvor von Administratoren überprüfte Inhalte. Die Website bietet Quizfragen in verschiedenen Sprachen an, darunter Deutsch, Englisch, Französisch, Spanisch, Niederländisch, Italienisch, Finnisch, Portugiesisch und Polnisch. Das am häufigsten gespielte Quiz ist laut eigenen Angaben das Länder der Welt Quiz, welches in mehr als 50 Sprachen übersetzt wurde.
Seit 2008 wurden auf der Website über eine Milliarde Quizze gespielt.
Im Jahr 2019 wurde verkündet, ab dem Zeitpunkt 5 % der Einnahmen der Website an die Organisation „Trees for Future“ zu spenden, die Farmern in Afrika hilft, Waldgärten zu pflanzen. Mittlerweile wurden über 500.000 Bäume gepflanzt.